# Peritoró
Peritoró este un oraș în unitatea federativă Maranhão (MA), Brazilia.